# Трансвапоризація
Трансвапоризація (рос. трансвапоризация, англ. transvaporization,  нім. Transvaporisation f) – 
- 1. Процес обміну леткими компонентами між двома тілами, напрямок та інтенсивність якого визначається ґрадієнтом парціального тиску цих компонентів.
- 2. Трансвапоризація магматична – процес вбирання магмою води з оточуючих порід при її проникненні в товщу земної кори, що зумовлює утворення мінералів, які містять воду.
- 3. Трансвапоризація тектонічна – процес обміну леткими компонентами між двома боковими породами при наявності перепаду парціального тиску летких речовин.